# Лонва
Лонва (бел. Лонва) — река в Беларуси, протекает по территории Минской области, левый приток реки Вилия. Длина реки — 22 км, площадь водосборного бассейна — 125 км², средний наклон водной поверхности 1,3 ‰.
Река берёт начало в торфяниках у деревни Амнишево. Генеральное направление течения — северо-запад. Почти всё течение реки проходит по Логойскому району Минской области, в среднем течении река некоторое время образует его границу с Докшицким районом Витебской области.
В Лонву впадают река Каменица (справа), помимо этого она принимает сток из густой сети осушительных каналов. Русло Лонвы на всем протяжении канализировано. Протекает сёла и деревни Горелое, Засовье, Задорье, Лонва, Новая Вилейка, Шамовка, Матеево, Юрилово, Поповцы. Западнее последней впадает в Вилию.
Гидроним Лонва — финно-угорское географическое наименование, состоящее из двух частей: Лон- и -ва. Вторая часть представляет собой географический термин в значении «вода», а первая понималась как определение ко второй части со значением «глубокая».